# Simvastatina
La simvastatina és un fàrmac hipolipemiant utilitzat amb l'exercici, la dieta i la pèrdua de pes per controlar el colesterol elevat, o hipercolesterolèmia. És un membre de la classe estatina dels productes farmacèutics. La simvastatina és un derivat sintètic d'un producte de fermentació d'Aspergillus terreus. A Espanya està comercialitzat com EFG, Alcosin, Pantok i Zocor.
Els principals usos de la simvastatina són per al tractament de la dislipidèmia i la prevenció de les malalties cardiovasculars. Es recomana per ser utilitzat només quan amb altres mesures, com la dieta, l'exercici i la reducció de pes no s'han millorat prou els nivells de colesterol.
Els possibles efectes secundaris inclouen l'afectació muscular, problemes en el fetge, i l'augment dels nivells de sucre en sang, entre d'altres. Es tracta de la categoria X de l'embaràs als Estats Units i la categoria D a Austràlia el que significa que no hi ha evidència de dany a un nadó quan és presa per les dones embarassades. No ha de ser utilitzat per aquelles que estan alletant.
Es troba a la llista dels Medicaments essencials de l'Organització Mundial de la Salut, una llista dels medicaments més importants que es necessiten en un sistema bàsic de salut.